# Anaconda (노래)
"Anaconda"는 트리니다드 토바고의 가수 니키 미나즈의 노래이다.